# Leopold Peill
Leopold Peill (* 11. Oktober 1872 in Düren; † 21. Juli 1941 in Nörvenich) war ein deutscher Glasfabrikant in Düren. Als Eigentümer der Glashütte Peill & Sohn förderte er die Nationalsozialistische Deutsche Arbeiterpartei (NSDAP).

## Leben
Peills Vater wurde als erfolgreicher Fabrikant mit dem Titel Geheimer Kommerzienrat ausgezeichnet, seine Mutter kam aus der Industriellen-Familie Hoesch. Peill besuchte die Realgymnasien Düren und Köln. Danach studierte er an der Technischen Hochschule Braunschweig, der Technischen Hochschule Charlottenburg, der Rheinischen Friedrich-Wilhelms-Universität Bonn und der Friedrich-Wilhelms-Universität Berlin. Zwischenzeitlich leistete er als Einjährig-Freiwilliger seinen Militärdienst im Bonner Husaren-Regiment „König Wilhelm I.“ (1. Rheinisches) Nr. 7. Ab 1895 war er Mitglied des Corps Palatia Bonn.
Im Ersten Weltkrieg erhielt er das Eiserne Kreuz. 1903 gründete er das Glashüttenwerk Peill & Sohn. Er wurde Handelskammerpräsident der IHK Aachen. Er besaß Haus Hardt bei Nörvenich und verfügte über „beachtlichen“ Reichtum und einen „ausgedehnten“ Landbesitz.
Ab 8. Februar 1931 betrieb er auf dem Werksgelände ein SA-Heim, wo gleichzeitig die Dürener NSDAP-Geschäftsstelle untergebracht war. Hier verpflegte er auf seine Kosten zwei Dutzend SA-Männer. Die kommunistische Presse sprach von einer „Nazikaserne“. Am 26. Oktober 1931 bot er Gottfried Feder nach dessen Vortrag in Aachen Logis und Unterkunft an. Als am 16. Juni 1931 Hermann Göring in Düren vor 700 Wirtschaftsvertretern im Saal „Zur Altdeutschen“ sprach, nahm Peill an der vorgehenden Zusammenkunft der vier größten Dürener Fabrikanten mit Göring teil. Im Februar 1932 wurde Peill in den Wirtschaftsrat der NSDAP aufgenommen.
Karl-Eduard von Schnitzler berichtet in seinen Erinnerungen, dass er ein entfernter Verwandter von Peill ist, der ihn und seinen Bruder zu Ostern 1932 nach Nörvenich einlud. An der Mittagstafel meinte Peill: „Sowjetrußland muß weg. Frontal ist das nicht empfehlenswert. Wir werden eine Zange ansetzen, im Norden über das Baltikum, im Süden über den Balkan - bis nach Baku zu unserem Öl.“

## Einzelnachweise

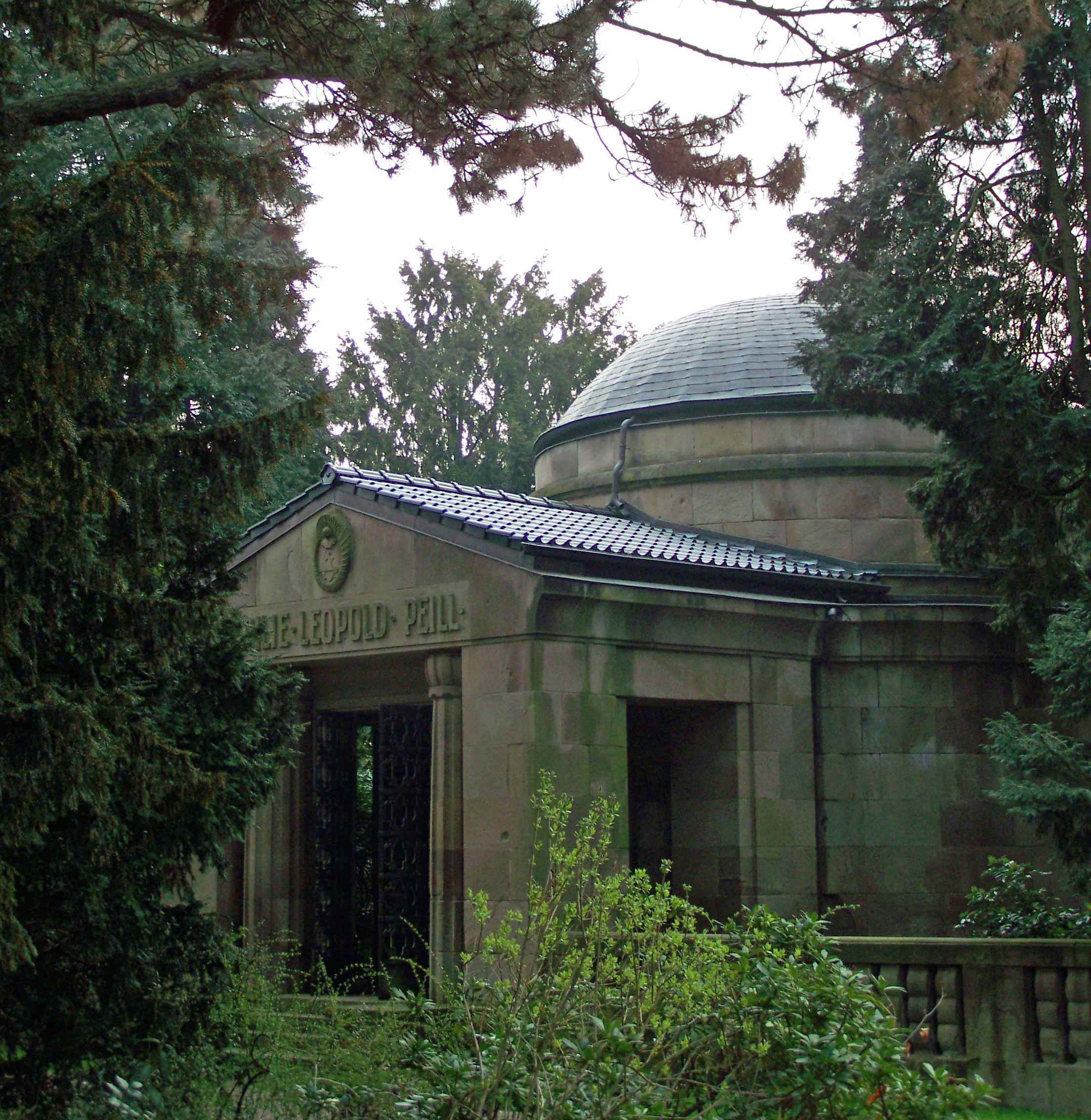
Die Familiengruft auf dem Friedhof in Düren